# Eugène Verdyen
 Eugène Verdyen, né à Liège le 29 août 1836 et mort le 17 juin 1903 à Saint-Josse-ten-Noode, est un peintre, un aquarelliste, un dessinateur et un illustrateur belge.
Son style le rapproche des précurseurs de l'impressionnisme. Son champ pictural couvre les paysages, les portraits et les scènes de genre.

## Biographie

### Famille
Emile Eugène Verdyen, né à Liège le 29 août 1836, est le fils de Jean Baptiste Verdyen (1797-1877), capitaine quartier-maître au 11e régiment de ligne, et de Marie Adèle Lemonnier (1799-1878). Le 26 juin 1883, il épouse à Saint-Josse-ten-Noode, Anne Lemaire, son modèle, native d'Anvers en 1857, où son père, Déodat Lemaire est artiste musicien. Le premier témoin de leur mariage est son cousin germain, l'écrivain Camille Lemonnier. Il est le beau-frère du sénateur Léon d'Andrimont.

### Formation
Formé à l'atelier de Jean-François Portaels, Eugène Verdyen est également étudiant à l'Académie royale des beaux-arts de Bruxelles. À l'issue de l'année scolaire 1860-1861, il obtient le premier prix d'honneur de la composition historique, puis en 1864, le second prix de composition,. En 1863, il est retenu parmi les six candidats concourant pour le Prix de Rome belge en peinture, mais le prix échoit à Jean-Emmanuel Van den Bussche.

### Carrière

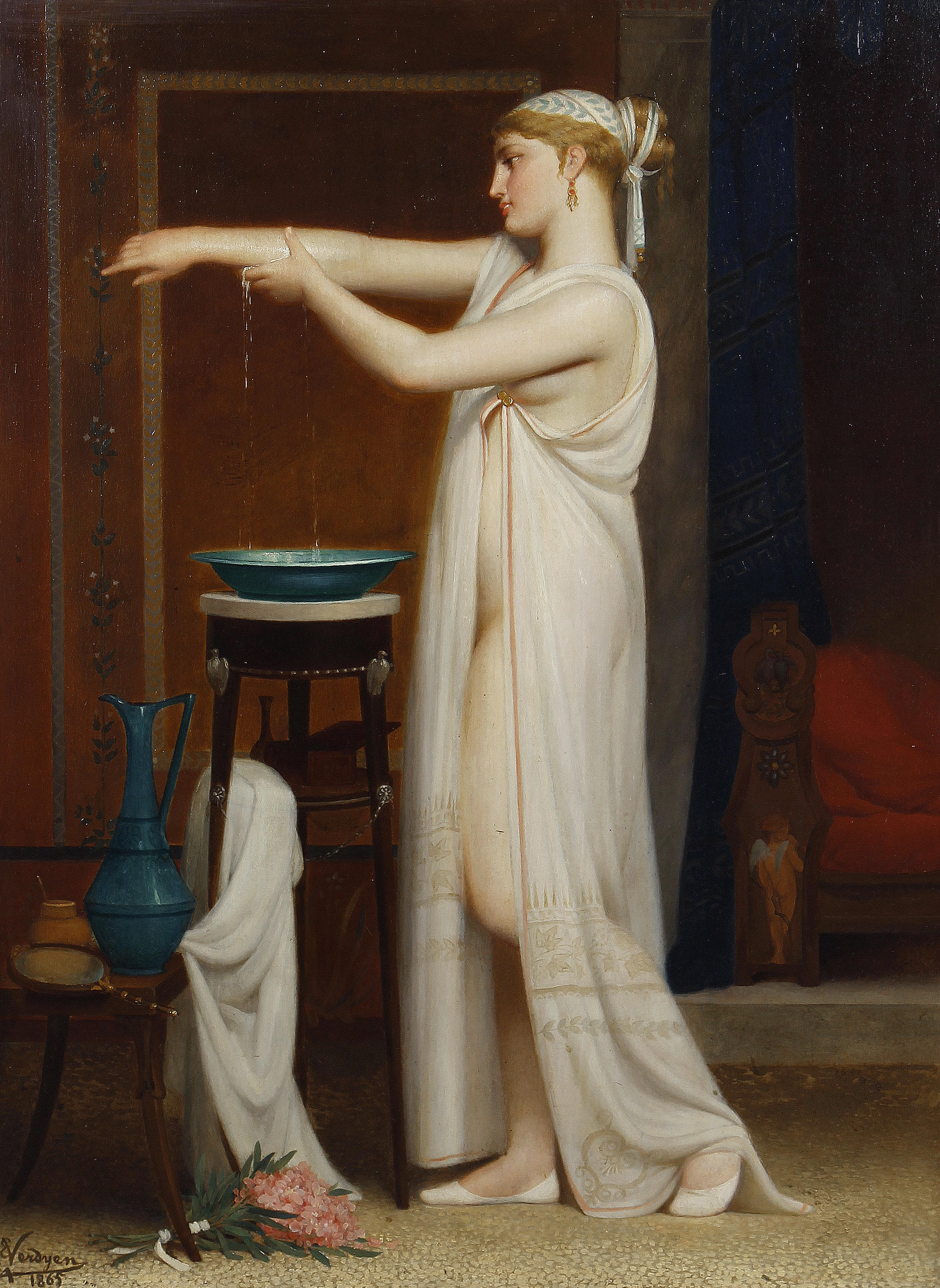
Baigneuse romaine.

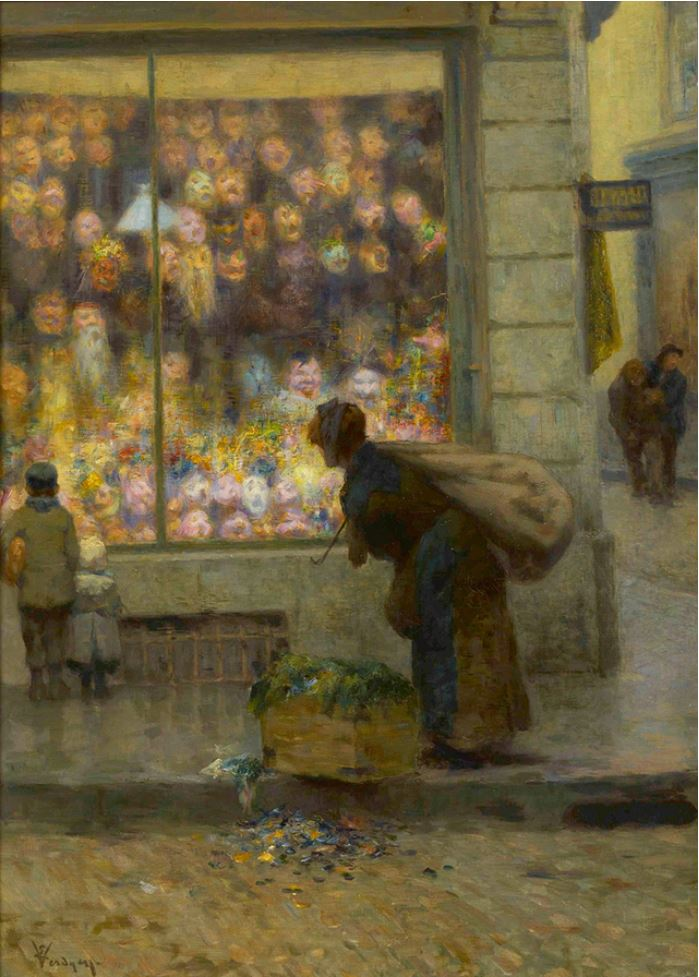
La Boutique de masques, 1876.

Au Salon de Bruxelles de 1866, le caractère lugubre de sa Mère folle effarouche quelque peu le public. En 1868, Eugène Verdyen expose, de même que plusieurs artistes débutants, au Cercle artistique et littéraire de Bruxelles. Il propose une exposition très variée : L'Apparition des anges aux bergers, La Résurrection de Lazare (esquisse), Deux lavandières dans un paysage, Portrait de femme tenant un éventail, favorablement accueillis par la critique de L'Indépendance belge.
En 1870, Eugène Verdyen, demeure quelque temps à Paris et expose au Salon Les Apprêts. En automne, il parcourt le champ de bataille de Sedan, avec son cousin Camille Lemonnier qui relate leurs impressions dans un ouvrage intitulé Sedan. À partir de 1874, Eugène Verdyen entreprend plusieurs voyages qui le mènent en Italie, en Algérie, en Turquie et également en Autriche,.
Proche du collectif artistique la Colonie d'Anseremme, il est ensuite membre de l'éphémère Cercle des aquarellistes et des aquafortistes belges (1883-1884). D'autre part, en janvier 1891, il devient, dès sa création, membre de l'atelier libre de dessin de Saint-Josse-ten-Noode, nommé « Atelier du Cerf ».
Eugène Verdyen est nommé conseiller communal libéral à Saint-Josse-ten-Noode le 2 janvier 1888. En juillet 1891, il est désigné en qualité de professeur de dessin d'après l'antique à l'Académie royale de Bruxelles, bien qu'ayant obtenu la seconde place au concours, mais soutenu par le Collège communal de la ville. 
Eugène Verdyen meurt, à l'âge de 66 ans, le 17 juin 1903, en son domicile place Armand Steurs no 6 à Saint-Josse-ten-Noode. Ses funérailles civiles ont lieu trois jours plus tard, en présence d'une assemblée nombreuse. Quatre discours sont prononcés à la mortuaire, notamment par Henri Frick, bourgmestre de la commune, et le président de la Société des artistes peintres. Il est inhumé au cimetière de Saint-Josse-ten-Noode.

## Œuvre

### Caractéristiques

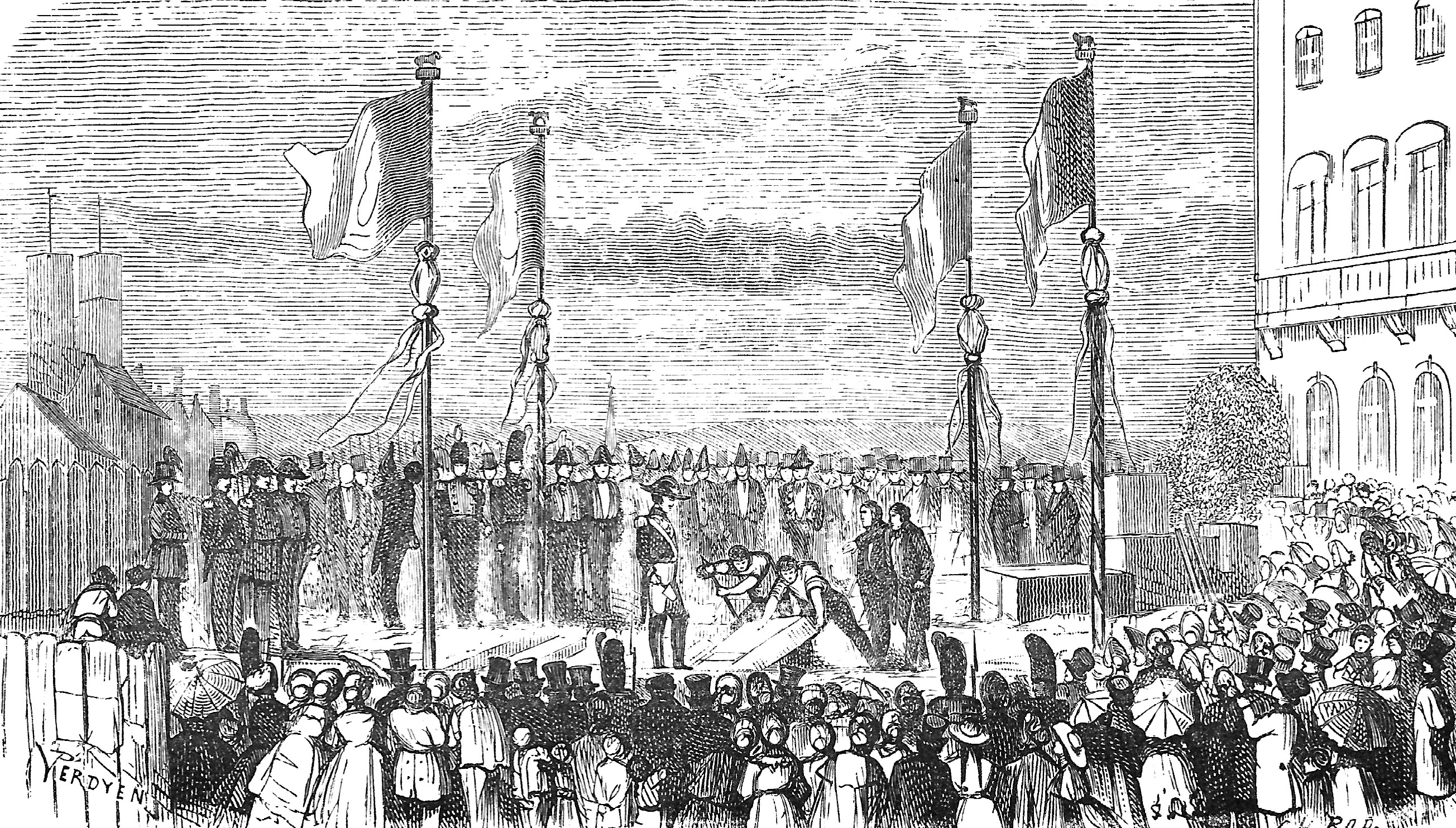
Pose par le roi Léopold Ier de la première pierre de la Colonne du Congrès le 25 septembre 1856.

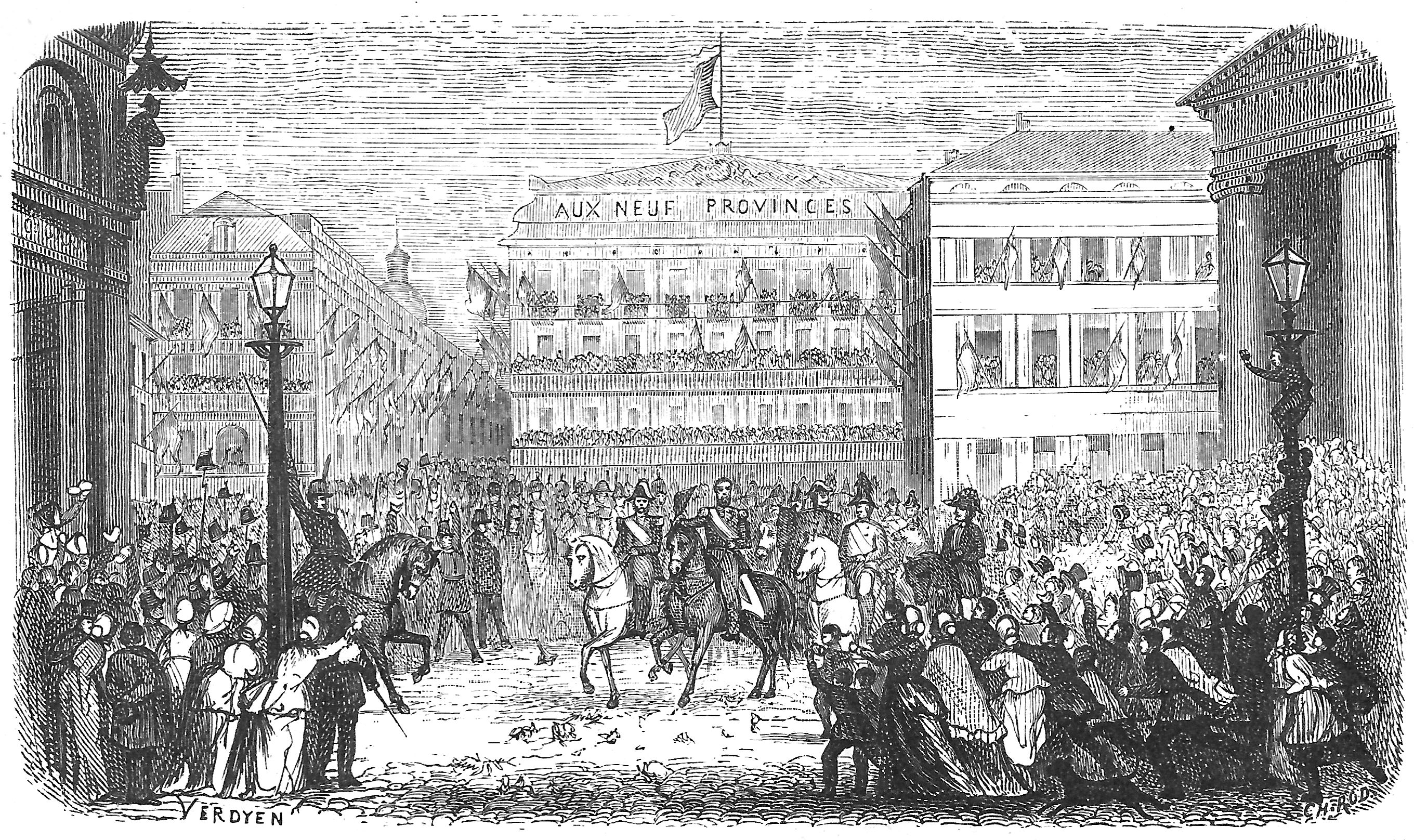
Arrivée de Léopold II devant le théâtre de la Monnaie le jour de son avènement le 17 décembre 1865.

Sa palette luministe le classe parmi les précurseurs des impressionnistes. Durant longtemps, ses peintures sont mal comprises. Coloriste original et osant s'affranchir de la banalité, son art est parfois jugé révolutionnaire et trop décoratif. Camille Lemonnier estime « avec un sentiment nerveux de la silhouette, il fond les roses et les lis dans ses carnations amoureusement caressées ». La veille de sa mort, l'État avait, pour la première fois, acheté une de ses œuvres : Vespérale, une vue de la Meuse à Dave, destinée au musée moderne et il venait, trois mois auparavant d'être élevé au rang de chevalier de l'ordre de Léopold.
En 1888, il réalise de nombreuses illustrations de La Belgique de Camille Lemonnier. Il illustre également la même année, L'Histoire de Belgique par Théodore Juste.
En 1921, l'artiste James Ensor considère Eugène Verdyen avec Léon Philippet, François Simonau (d), Jean-François Portaels, François-Joseph Navez, Périclès Pantazis parmi Les six peintres belges dont la maîtrise s'est le mieux affirmée entre 1830 et 1900, ajoutant qu'ils restent toutefois « six grands peintres méconnus ».

### Expositions

#### Expositions triennales belges
- Salon de Bruxelles de 1866 : Mère folle et deux portraits[7].
- Salon d'Anvers de 1867 : Vino d'Amore (Venezia)[16].
- Salon de Bruxelles de 1872 : L'Attente, Bonne fête et Rendez-vous (peintures)[17].
- Salon d'Anvers de 1873 : Coup de vent et La Méduse[18].
- Salon de Bruxelles de 1875 : Femme de Smyrne, Eva et Albion[19].
- Salon de Gand (XXXI) de 1880 : Portrait de Mme V.[20].
- Salon de Gand (XXXII) de 1883 : Le Soir et Profil[21].
- Salon de Bruxelles de 1884[22].
- Salon de Gand (XXXIII) de 1886 : Portrait de Mme D. et Volupté[23].
- Salon de Bruxelles de 1887 : Bouquetière[24].
- Salon de Gand (XXXV) de 1892 : Été[25].
- Salon d'Anvers de 1891 : Boutique de masques[26].
- Salon de Bruxelles de 1893 : Ferme sur le Dave[27].
- Salon de Bruxelles de 1897 : Pastorale et Rentrée du troupeau (aquarelles)[28].
- Salon de Gand (XXXVI) de 1899 : Vespérale, rive de la Meuse[29]
- Salon de Bruxelles de 1900 : Aurore[30].
- Salon de Bruxelles de 1903 (posthume) : Vieille église, Nuées orageuses et Matinée printanière[31].

#### Autres expositions en Belgique
- Cercle artistique et littéraire de Bruxelles en 1868 : L'Apparition des anges aux bergers, La Résurrection de Lazare (esquisse), Deux lavandières dans un paysage, Portrait de femme tenant un éventail, favorablement accueillis par la critique de L'Indépendance belge[5].
- Exposition des beaux-arts de Bruxelles en 1869 : Les Apprêts[32].

#### Expositions européennes
- Salon de Paris de 1870 : Les Apprêts[9].
- Salon de Paris de 1874 : Chloé et Une Loge[33].
- Salon d'Automne à Paris, au grand palais des Champs-Élysées en 1907 (posthume) : La Brume sur la Meuse[34].

### Collections muséales
Les Musées royaux des Beaux-Arts de Belgique conservent : Juive de Tripoli (1874, inventaire no 3328) et Vespérale - rives de la Meuse (inventaire no 3695).

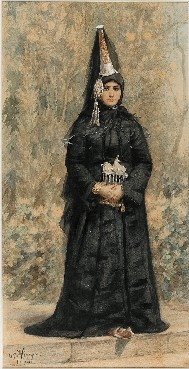
Eugène Verdyen, Juive de Tripoli, 1874.

## Distinction
- Chevalier de l'ordre de Léopold (par arrêté royal du 19 mars 1903)[36].